# آریتاش
آریتاش (به ترکی استانبولی: Arıtaş) شهری است در کشور ترکیه که در استان قهرمان مرعش واقع شده‌است. جمعیت این شهر بر اساس سرشماری سال ۲۰۰۸ میلادی ۶٬۶۲۶ نفر و بر اساس برآوردهای سال ۲۰۰۹ میلادی ۷٬۲۸۳ نفر می‌باشد.